# 13085 Borlaug
13085 Borlaug eller 1992 HA4 är en asteroid i huvudbältet som upptäcktes den 23 april 1992 av den belgiske astronomen Eric W. Elst vid Haute-Provence-observatoriet. Den är uppkallad efter nobelpristagaren Norman Borlaug.
Asteroiden har en diameter på ungefär 8 kilometer.